# Espais naturals protegits als Països Catalans
La segona meitat del segle XX suposa, als Països Catalans, canvis profunds del teixit socioeconòmic. El turisme s'imposa com a principal activitat productiva. El nou esquema productiu necessita grans quantitats de terreny per a equipaments turístics de tota mena. Aquesta activitat, que reporta enormes beneficis, també apuja la cotització de les terres litorals, provoca profunds desequilibris territorials i sectorials i introdueix impactes negatius derivats de la massificació estacional de determinats indrets. A partir dels anys seixanta es produeix un abandonament progressiu de les activitats del sector primari en favor d'un sector terciari que, pràcticament d'estrena a casa nostra, s'implanta amb força especialment al litoral. Amb un decalatge temporal i amb permís d'unes institucions que, a Espanya, pugen al carro de la democràcia, arrela una certa consciència proteccionista a la societat. És el moment de reclamar per al bé públic la conservació d'espais com ara els Aiguamolls de l'Empordà, l'Albufera de València o la de Mallorca. És el moment de reclamar que es preservin espais, especialment litorals i propers a nuclis urbans com s'Albufera des Grau, la marjal de Pego i Oliva o la Dragonera. A mesura que avança el temps, la llista de llocs a preservar de l'urbanisme desmesurat creix a tot el país, la qual cosa té com a conseqüència un conjunt d'espais naturals protegits que, a vegades, està més marcat per la urgència de la protecció que per un disseny asserenat d'una xarxa representativa dels sistemes naturals.
S'arriba al segle XXI amb un conjunt d'espais naturals distribuïts pels diferents territoris del país. La fragmentació administrativa en diversos estats (Espanya, França, Itàlia, Andorra), comunitats autònomes, províncies i departaments no permetria en cap cas parlar d'una xarxa d'espais naturals protegits als Països Catalans. La situació és complexa, les diferents normatives que afecten el territori de manera geogràfica i sectorial són dissenyades i aplicades pels diferents organismes de governs estatals, autonòmics, diputacions provincials, prefectures, consells insulars i municipis.
Respecte del fet protegit pels espais naturals reconeguts, la diversitat recollida per les diferents figures de protecció és realment notable. Als Països Catalans és possible fer una transició des dels prats alpins fins a les dunes litorals en pocs quilòmetres. Als espais naturals protegits dels Països Catalans tenim representats:
- Sistemes de llacuna litoral amb major o menor grau d'intervenció humana i amb diferents estats de rebliment. Al context mediterrani els paisatges i sistemes naturals integren l'acció humana des de fa molts segles fins a convertir-la en un element modelador més. Diversos han donat l'actual configuració a llocs sovint emblemàtics per la conservació del medi natural als respectius territoris. Espais naturals –els citarem sense parar esment a la figura de protecció ni a l'administració que en fa la gestió– com les albuferes i albuferetes (València, es Grau, Mallorca), les llacunes litorals o properes al mar (el Fondo, la Mata-Torrevella), els aiguamolls i marjals (Pego-Oliva, dels Moros, els de l'Empordà), les salines (Santa Pola, d'Eivissa i Formentera), els prats (Cabanes-Torreblanca) o els deltes fluvials (de l'Ebre, el del Llobregat) han estat llargament reivindicats com a punts calents de la biodiversitat mediterrània.
- Serres litorals. Enteses com a elevacions arran de costa, sovint amb penya-segats que miren directament el mar, amb formacions vegetals dominants diverses que van des del matollar esclerofil·le fins a formacions arbrades com l'alzinar o la pineda de pi blanc. Són espais com ara la serra Gelada i el Montgó a les comarques de la Marina, les serres de Tramuntana i de Llevant a Mallorca, Irta al Maestrat, el Garraf (a la comarca del mateix nom) o el del cap de Creus a l'Empordà. Dins d'aquestes formacions s'ha donat l'única desaparició d'un parc natural a casa nostra, el de cala d'Hort, a Eivissa.
- Illes i illots, sovint acompanyats d'un perímetre marí també protegit. Als Països Catalans peninsulars es compta amb la representació dels fons de l'illa de Tabarca o illa Plana, dels Columbrets o de les illes Medes. Però és a les Illes Balears on aquest àmbit està més ben representat, especialment pel parc nacional de l'arxipèlag de Cabrera, però també per altres illots compresos en parcs naturals i reserves com ara els illots dels Freus (Parc natural de ses Salines d'Eivissa i Formentera), es Vedrà, es Vedranell i els illots de Ponent (Eivissa, únics testimonis de l'antic Parc natural de cala d'Hort), sa Dragonera, els illots d'Addaia i s'illa d'en Colom (Parc natural de s'Albufera des Grau, Menorca). Tots els illots tenen un cert grau de protecció atenent la LEN. Són sistemes naturals especialment sensibles a les actuacions humanes on el fet endèmic és l'eix de la gestió.
- Boscos riparis. Els rius mediterranis han estat especialment castigats per una acció humana poc respectuosa amb el medi natural. Tot i que en altres espais naturals hi ha representació d'aquests boscos només en el cas del parc natural del Túria el bosc ripari és el motiu fonamental de la conservació de l'espai. Existeixen, però, altres espais gestionats a escala municipal com el parc de la Mitjana de Lleida, on la conservació d'aquest sistema natural també n'és el motiu de la declaració.
- Àrees forestals mediterrànies. Parlem aquí d'espais amb diferent desenvolupament de l'estrat arbori, des del matollar espars de determinats enclavaments de la serra de Mariola (Comtat-Alcoià) fins a llocs amb boscos ben desenvolupats com ara la Font-roja (Alcoià), Penyagolosa (Alcalatén), la Tinença de Benifassà (Alt Maestrat), el Parc natural dels Ports (Montsià) o el Montnegre-Corredor (Maresme). Dins d'aquesta categoria trobem espais molt propers a les conurbacions de Barcelona (Collserola), de València (Calderona) o de Castelló de la Plana (desert de les Palmes). Sovint els principals problemes d'aquests espais són la sobrefreqüentació i la pressió urbanística que es deriven de la proximitat a grans nuclis de població.
- Ambients de boscos eurosiberians i prats alpins. Són sistemes de muntanya i d'alta muntanya amb boscos de caducifolis i de coníferes de muntanya (pi negre, avestosa, etc.) que són substituïts per prats allà on l'estrat arbori ha estat eliminat per afavorir la pastura o bé en aquelles altituds on no és viable. Estan representats per la part més oriental del parc natural de Posets-Madaleta, a la Franja de Ponent, el parc natural Comunal de les Valls del Comapedrosa (Andorra), el parc regional dels Pirineus Catalans (Alta Cerdanya, Capcir i Conflent), el parc natural de l'Alt Pirineu (Alt Urgell-Pallars Sobirà), el del Cadí-Moixeró i el parc nacional d'Aigüestortes i l'estany de Sant Maurici. Aquí cal esmentar la zona reconeguda per França com a Grand site national del Canigó.

És veritat que hi ha ambients sense representar com els pseudoesteparis de la plana agrícola de Lleida o els del país de la pinassa a la Catalunya central, com també és cert que s'han obviat els espais protegits només per figures de la xarxa europea Natura 2000 (cas dels secans de Lleida).

## Taula
| Denominació         | Nom                                   | Extensió      | Data de declaració | Lloc                                | Lloc                       | Lloc                                                                   |
| ------------------- | ------------------------------------- | ------------- | ------------------ | ----------------------------------- | -------------------------- | ---------------------------------------------------------------------- |
| Parcs nacionals     | Aigüestortes i estany de Sant Maurici | 14.119 ha     | 1955               | Catalunya                           | Lleida                     | L'Alta Ribagorça, el Pallars Jussà, el Pallars Sobirà i la Vall d'Aran |
| Parcs nacionals     | Arxipèlag de Cabrera                  | 10.021 ha     | 1991               | Illes Balears                       | Cabrera                    | Al sud de l'illa de Mallorca                                           |
| Parcs naturals      | Muntanya de Montserrat                |               |                    | Catalunya                           | Barcelona                  | L'Anoia, el Bages i el Baix Llobregat                                  |
| Parcs naturals      | Sant Llorenç del Munt i l'Obac        | 13.694 ha     | 1972               | Catalunya                           | Barcelona                  | El Bages, el Moianés i el Vallés Occidental                            |
| Parcs naturals      | Montseny                              | 31.064 ha     | 1978               | Catalunya                           | Barcelona i Girona         | Osona, la Selva i el Vallés Oriental                                   |
| Parcs naturals      | Cadí Moixeró                          | 41.059.690 ha | 1983               | Catalunya                           | Barcelona, Girona i Lleida | L'Alt Urgell, el Berguedà i la Cerdanya                                |
| Parcs naturals      | Aiguamolls de l'Empordà               | 4.731 ha      | 1983               | Catalunya                           | Girona                     | L'Alt Empordà                                                          |
| Parcs naturals      | Cap de Creus                          | 13.844 ha     | 1998               | Catalunya                           | Girona                     | L'Alt Empordà                                                          |
| Parcs naturals      | Montgrí, illes Medes i baix Ter       | 22 ha         | 2010               | Catalunya                           | Girona                     | L'Alt i el Baix Empordà                                                |
| Parcs naturals      | Zona volcànica de la Garrotxa         | 15.000 ha     |                    | Catalunya                           | Girona                     | La Garrotxa                                                            |
| Parcs naturals      | Capçaleres del Ter i del Freser       | 14.750 ha     | 2015               | Catalunya                           | Girona                     | El Ripollés                                                            |
| Parcs naturals      | Alt Pirineu                           | 69.850 ha     | 2003               | Catalunya                           | Llleida                    | L'Alt Urgell i el Pallars Sobirà                                       |
| Parcs naturals      | Els Ports                             | 35.050 ha     | 2001               | Catalunya                           | Tarragona                  | El Baix Ebre, el Montsià i la Terra Alta                               |
| Parcs naturals      | Delta de l'Ebre                       | 7736 ha       | 1983               | Catalunya                           | Tarragona                  | El Baix Ebre i el Montsià                                              |
| Parcs naturals      | Serra de Montsant                     | 9.242 ha      | 2002               | Catalunya                           | Tarragona                  | El Priorat                                                             |
| Parcs naturals      | Dragonera                             | 288 ha        | 1995               | Illes Balears                       | Dragonera                  | A l'oest de Mallorca                                                   |
| Parcs naturals      | Ses Salines                           | 15.396 ha     | 2001               | Illes Balears                       | Eivissa i Formentera       | Sant Josep de sa Talaia i els Freus                                    |
| Parcs naturals      | L'Albufera de Mallorca                | 1.708 ha      | 1988               | Illes Balears                       | Mallorca                   | Alcúdia, Muro i Sa Pobla                                               |
| Parcs naturals      | Península del Llevant                 | 1.500 ha      | 2001               | Illes Balears                       | Mallorca                   | Artà                                                                   |
| Parcs naturals      | Mondragó                              | 785 ha        | 1992               | Illes Balears                       | Mallorca                   | Santanyí                                                               |
| Parcs naturals      | S'Albufera des Grau                   | 1.907 ha      | 1995               | Illes Balears                       | Menorca                    | Maó                                                                    |
| Parcs naturals      | Carrascar de la Font Roja             | 2.450 ha      | 1987               | País Valencià                       | Alacant                    | L'Alcoià                                                               |
| Parcs naturals      | Llacunes de La Mata i Torrevella      | 3.700 ha      | 1989               | País Valencià                       | Alacant                    | El Baix Segura                                                         |
| Parcs naturals      | Salines de Santa Pola                 | 2.574 ha      | 1988               | País Valencià                       | Alacant                    | El Baix Vinalopó                                                       |
| Parcs naturals      | Fondo                                 | 2.495 ha      | 1988               | País Valencià                       | Alacant                    | El Baix Vinalopó                                                       |
| Parcs naturals      | Penyal d'Ifac                         | 47 ha         | 1987               | País Valencià                       | Alacant                    | Calp                                                                   |
| Parcs naturals      | Massís del Montgó                     | 2.092 ha      | 1987               | País Valencià                       | Alacant                    | La Marina Alta                                                         |
| Parcs naturals      | Marjal de Pego-Oliva                  | 1.248 ha      | 1995               | País Valencià                       | Alacant                    | La Marina Alta i la Safor                                              |
| Parcs naturals      | Serra Gelada                          | 5.655 ha      | 2005               | País Valencià                       | Alacant                    | La Marina Baixa                                                        |
| Parcs naturals      | Serra Mariola                         | 17.257 ha     | 2002               | País Valencià                       | Alacant i València         | L'Alcoià, el Comtat i la Vall d'Albaida                                |
| Parcs naturals      | Penyagolosa                           | 1.094         | 2006               | País Valencià                       | Castelló                   | L'Alcalatén                                                            |
| Parcs naturals      | Serra d'Espadà                        | 31.182 ha     | 1998               | País Valencià                       | Castelló                   | L'Alt Millars, l'Alt Palància i la Plana Baixa                         |
| Parcs naturals      | Serra d'Irta                          | 12.000 ha     | 2002               | País Valencià                       | Castelló                   |                                                                        |
| Parcs naturals      | Tinença de Benifassà                  | 4.965 ha      | 2006               | País Valencià                       | Castelló                   | El Baix Maestrat i els Ports                                           |
| Parcs naturals      | Prat de Cabenes-Torreblanca           | 865 ha        | 1994               | País Valencià                       | Castelló                   | La Plana Alta                                                          |
| Parcs naturals      | Serra Calderona                       | 17.772 ha     | 2002               | País Valencià                       | Castelló i València        | L'Alt Palància el Camp de Morvedre, el Camp de Túria i l'Horta Nord    |
| Parcs naturals      | Túria                                 | 4.480 ha      | 2007               | País Valencià                       | València                   | El Camp de Túria i l'Horta Oest                                        |
| Parcs naturals      | Xera - Sot de Xera                    | 6.451 ha      | 2007               | País Valencià                       | València                   | La Plana d'Utiel i els Serrans                                         |
| Parcs naturals      | Pobla de Sant Miquel                  | 6.300 ha      | 2007               | País Valencià                       | València                   | Pobla de Sant Miquel                                                   |
| Parcs naturals      | L'Albufera                            | 21.120 ha     | 1986               | País Valencià                       | València                   | La Ribera Alta, la Ribera Baixa i l'Horta                              |
| Parcs naturals      | Gorges del Cabriol                    | 31.446 ha     | 2005               | País Valencià i Castella - la Manxa | València i Conca           | La Plana d'Utiel                                                       |
| Paisatges protegits | La Solana de Benicadell               | 900 ha        | 2006               | País Valencià                       | Alacant                    | El Comtat i la Vall d'Albàida                                          |
| Paisatges protegits | Les Sorts                             | 100 ha        | 2006               | País Valencià                       | Alacant                    |                                                                        |
| Paisatges protegits | Puigcampana i el Ponotx               |               |                    | País Valencià                       | Alacant                    | La Marina Baixa                                                        |
| Paisatges protegits | Serra de Bèrnia i Ferrer              | 2.843 ha      | 2006               | País Valencià                       | Alacant                    | La Marina Alta i la Marina Baixa                                       |
| Paisatges protegits | Serra del Maigmó i Serra del Sit      |               |                    | País Valencià                       | Alacant                    | L'Alacantí, l'Alcoià i el Vinalopó MItjà                               |
| Paisatges protegits | Serpis                                | 10.000 ha     | 2007               | País Valencià                       | Alacant i València         | L'Alcoià, el Comtat i la Safor                                         |
| Paisatges protegits | Les Goles del Millars                 | 346 ha        | 2000               | País Valencià                       | Castelló                   | La Plana Alta i la Plana Baixa                                         |
| Paisatges protegits | La Umbria de Benicadell               | 2.103 ha      |                    | País Valencià                       | València                   |                                                                        |

## Font
- Espais naturals protegits als Països Catalans Arxivat 2013-12-08 a Wayback Machine. a Culturcat, de la Generalitat de Catalunya